# Isoetes brasiliensis
Isoetes brasiliensis är en kärlväxtart som beskrevs av Hans Peter Fuchs. Isoetes brasiliensis ingår i släktet braxengräs, och familjen Isoetaceae. Inga underarter finns listade i Catalogue of Life.